# Haaslava (gemeente)
Haaslava (Estisch: Haaslava vald) was een gemeente in de Estische provincie Tartumaa. De gemeente had 2162 inwoners op 1 januari 2017. In 2011 waren dat er 2013. De oppervlakte bedroeg 109,9 km². In 2017 ging de gemeente op in de fusiegemeente Kastre.
De landgemeente Haaslava had twintig nederzettingen. De grootste daarvan, Roiu, had de status van alevik (vlek), maar het bestuurscentrum was het veel kleinere dorp Kurepalu, dat nu het bestuurscentrum van  Kastre is.
Bij het dorp Lange bevindt zich sinds 2002 het Estisch Luchtvaartmuseum (Eesti Lennundusmuuseum).

## Geografie

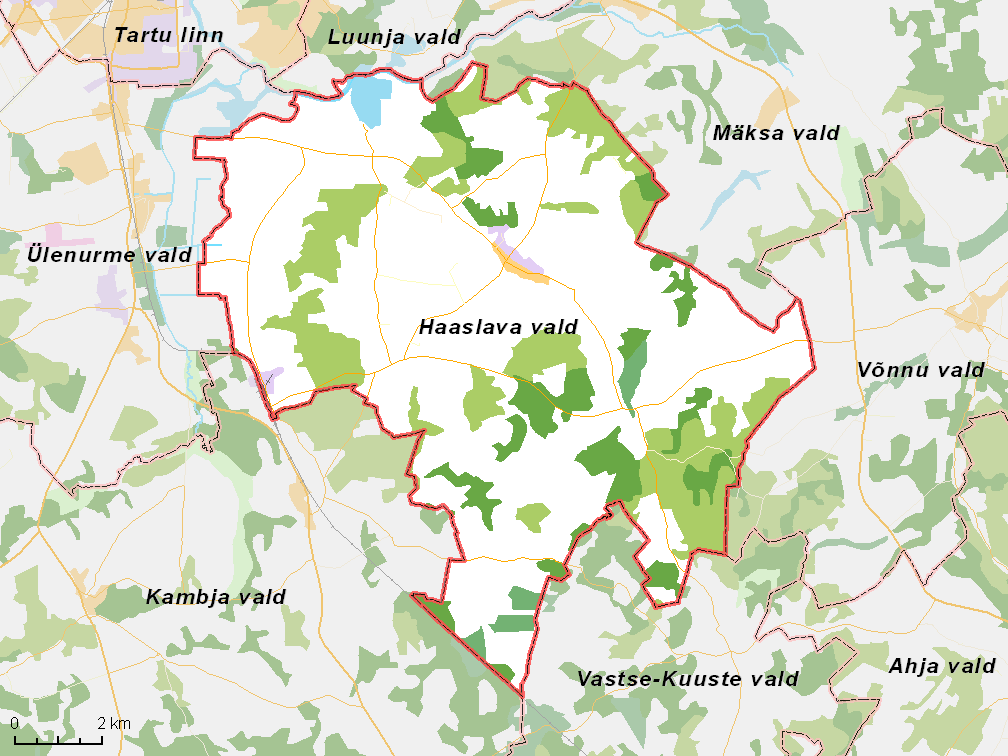
De gemeente met omliggende gemeenten, situatie begin 2017